# Zofia Paryła
Zofia Maria Paryła (ur. 26 maja 1966) 
– polska księgowa, w latach 2020–2022 prezes grupy kapitałowej Grupa Lotos, w latach 2022–2024 prezes grupy kapitałowej Energa.

## Życiorys
W latach 1997–2010 była księgową w przedsiębiorstwie „Elektroplast” w Stróży, w latach 2010–2017 była główną księgową w Gminnym Ośrodku Pomocy Społecznej w Pcimiu. W latach 2017–2019 była wiceprezesem zarządu spółki Energa Centrum Usług Wspólnych.
25 lipca 2019 została wiceprezesem zarządu do spraw finansowych koncernu naftowego Grupa Lotos, od 12 listopada 2020 pełniła obowiązki prezesa zarządu Grupy Lotos, zaś 7 grudnia 2020 została prezesem zarządu Grupy Lotos. Funkcję tę pełniła do 1 sierpnia 2022 do momentu przejęcia Grupy Lotos przez PKN Orlen i fuzji obydwu spółek. Od 1 września 2022 do 24 marca 2024 była prezesem Energi.
Paryła ukończyła studia na Wydziale Zarządzania Uniwersytetu Ekonomicznego w Krakowie na kierunku rachunkowość. Ponadto jest absolwentką Executive Master of Business Administration (MBA) w prywatnym Collegium Humanum – Szkole Głównej Menedżerskiej z siedzibą w Warszawie.